# 福岡市立周船寺小学校
福岡市立周船寺小学校（ふくおかしりつ すせんじしょうがっこう）は、福岡県福岡市西区周船寺一丁目にある公立小学校。

## 校勢
2023年3月13日現在
- 学級数 - 単式学級19学級、特別支援学級2学級
- 児童数 - 617人

## 沿革
- 1875年（明治8年） - 五ケ村でヤシキノツボに新築し須恵志小学校創立。
- 1890年（明治23年） - 六ケ村が合併し周船寺尋常小学校と改称。
- 1898年（明治31年） - 怡土、周船寺、今宿、今津、元岡の五ケ村で高等小学校設置。
- 1917年（大正6年） - 五ケ村組合高等小学校を廃止し、周船寺尋常高等小学校と改称。
- 1941年（昭和16年） - 国民学校令により、糸島郡周船寺国民学校と改称。
- 1947年（昭和22年） - 学制改革により、周船寺村立周船寺小学校と改称。
- 1961年（昭和36年） - 周船寺村の福岡市への編入により、福岡市立周船寺小学校と改称。
- 2017年（平成29年） - 福岡市立西都小学校を分離。

## 通学区域
西区の以下の地区。
- 宇田川原
- 大字千里
- 大字飯氏
- 大字周船寺
- 大字徳永（660）
- 北原2丁目4番の一部
- 周船寺1丁目（ただし、13番(25号,28号)を除く）,2丁目1番-18番,3丁目

西区中西部の周船寺駅とその周辺の一帯。周船寺駅前一帯は商店街で、周船寺駅に近い地域は住宅地となっている。駅から遠い地域では田畑も多い。学校は周船寺駅の西側の市街地西端部に位置しており、糸島市に接している。
中学校は元岡中学校の校区。

### 校区が隣接する小学校
- 福岡市立元岡小学校
- 福岡市立西都小学校
- 糸島市立怡土小学校
- 糸島市立波多江小学校

### 校区内の主な施設
- 筑肥線 周船寺駅
- 周船寺幼稚園
- もみじの森保育園
- アソカの森幼稚園
- 福岡県立筑前高等学校
- 海洋会あおいクリニック
- 丸隈山古墳
- 兜塚古墳
- 飯氏配水場
- 国道202号
- 国道202号今宿バイパス
- 福岡県道56号福岡早良大野城線
- 西九州自動車道 周船寺インターチェンジ

## 校歌
- 作詞：徳永俊夫
- 作曲：森脇憲三

## 著名な出身者
- 三嶋一輝（プロ野球選手（投手）、横浜DeNAベイスターズ）
- 平井崇士（プロバスケットボール選手、元:ライジング福岡）
- 伊藤野枝（日本の婦人解放運動家、無政府主義者、作家）